# Maurice Rémy
Pour les articles homonymes, voir Rémy (homonymie).
Maurice François Raymond Rémy, né le 3 décembre 1899 dans le 17e arrondissement de Paris et mort en avril 1973, est un acteur et un ingénieur du son français.

## Biographie
Fils d'un professeur de violon et d'une institutrice, Maurice Rémy entre au Conservatoire pendant la première guerre mondiale. Il sera affecté dans les derniers mois du conflit comme canonnier dans l'artillerie lourde. Renvoyé dans ses foyers en mai 1921 à la fin de son service militaire, il entame une carrière au théâtre puis au cinéma dès le début du parlant.
En septembre 1927, il épouse Annette Nugeyre, fille de l'acteur Jean-Louis Janvier codirecteur des tournées Charles Baret, dont il aura un fils Olivier en avril 1928.
Au début de la Seconde Guerre mondiale, en 1940, Maurice Rémy joue dans le film antinazi Untel père et fils de Julien Duvivier ; mais dès l'occupation il adhère à la collaboration avec l'Allemagne, en dirigeant et en animant des émissions antisémites à Radio-Paris (notamment l'émission Au rythme du temps) mais aussi en jouant le rôle du député Pierre Avenel dans le film antimaçonnique Forces occultes (1943). Il abandonne sa carrière d'acteur avant la fin de la guerre, Forces occultes étant le dernier film dans lequel il a un rôle. Tout comme l'acteur collaborationniste Robert Le Vigan il ne fuit pas l'épuration, mais s'installe en 1949 en Argentine.
Alors que Le Vigan décide de ne plus jamais revenir en France, Rémy y retourne dans les années 1950. Il est alors ingénieur du son dans une dizaine de films, dont certains bien connus comme Razzia sur la chnouf (1955), avec Jean Gabin ou Les Bonnes Femmes (1960) de Claude Chabrol.

## Théâtre
- 1928 : Crime de Samuel Shipman & John B. Hymer, mise en scène Émile Couvelaine, Théâtre de la Porte-Saint-Martin
- 1929 : Le Train fantôme de Arnold Ridley, mise en scène Madeleine Geoffroy, Théâtre de la Madeleine
- 1935 : Faites ça pour moi !, opérette, musique Gaston Gabaroche, livret  Raoul Praxy, mise en scène Georgé, Théâtre Antoine
- 1940 : Histoire de rire d'Armand Salacrou, mise en scène Alice Cocéa, Théâtre de la Michodière

## Filmographie

### Acteur
- 1930 : Eau, gaz et amour à tous les étages de Roger Lion (court métrage)
- 1931 : La Tragédie de la mine de Georg-Wilhelm Pabst et Robert Beaudoin
- 1931 : Je serai seule après minuit de Jacques de Baroncelli : le cambrioleur
- 1932 : Histoires de rire de Jean Boyer (court métrage) dans le sketch : Neiges Canadiennes
- 1932 : L'Uniforme de Gaston Biasini (court métrage)
- 1932 : Le Cas du docteur Brenner de Jean Daumery : Stephan Brenner
- 1932 : Cognasse de Louis Mercanton
- 1932 : La Dame de chez Maxim's de Alexandre Korda : Corignon
- 1932 : Le Jugement de minuit de Alexandre Esway et André Charlot : l'inspecteur Bliss
- 1932 : Topaze de Louis Gasnier : Roger de Tréville
- 1932 : Le Triangle de feu de Edmond T. Greville et le docteur Johannes Guter
- 1933 : Tambour battant ou Le grand amour du jeune Dessauer / M. le marquis de André Beucler et Arthur Robison
- 1933 : Le Fakir du Grand Hôtel de Pierre Billon : Eric
- 1933 : Un certain Monsieur Grant de Gerhard Lamprecht et Roger Le Bon : un ingénieur
- 1933 : Adieu les beaux jours de Johannes Meyer et André Beucler : un carabinier
- 1934 : Crémaillère de Georges Root (court métrage)
- 1934 : Torture de Roger Capellani (court métrage)
- 1934 : La Cinquième Empreinte de Karl Anton : Maurice Le Fèvre, le garagiste
- 1934 : Dernière Heure de Jean Bernard-Derosne : Henri
- 1934 : Lac aux dames de Marc Allégret : le comte Stereny
- 1934 : L'Or de Karl Hartl et Serge de Poligny : un secrétaire
- 1935 : Bibi-la-Purée de Léo Joannon : La Sangsue
- 1935 : Vogue, mon cœur de Jacques Daroy : Clairval
- 1935 : Joli Monde de René Le Hénaff : Guy
- 1936 : La Bête aux sept manteaux de Jean de Limur : Malespiaux
- 1936 : L'Homme du jour de Julien Duvivier : l'homme du son
- 1936 : L'Homme sans cœur de Léo Joannon
- 1937 : Les Hommes sans nom de Jean Vallée : le capitaine Vallerse
- 1937 : Les Filles du Rhône de Jean-Paul Paulin : Bela
- 1938 : Fort Dolorès de René Le Hénaff : Walter Knoppendorf
- 1939 : Le Café du port de Jean Choux : Mario
- 1940 : Untel père et fils de Julien Duvivier
- 1943 : Forces occultes de Jean Mamy (moyen métrage) : Avenel, le député ambitieux

### Assistant ingénieur du son
- 1955 : Razzia sur la chnouf d'Henri Decoin
- 1956 : L'Homme aux clés d'or de Léo Joannon
- 1957 : Le rouge est mis de Gilles Grangier
- 1957 : Les Espions d'Henri-Georges Clouzot
- 1961 : Pleins Feux sur l'assassin de Georges Franju

### Ingénieur du son
- 1958 : Ces dames préfèrent le mambo de Bernard Borderie
- 1960 : Les Bonnes Femmes de Claude Chabrol
- 1960 : Plein Soleil de René Clément
- 1964 : Aimez-vous les femmes ? de Jean Léon
- 1973 : La Brigade en folie de Philippe Clair